# Тенесберг
Тенесберг (њем. Tännesberg) град је у њемачкој савезној држави Баварска. Једно је од 38 општинских средишта округа Нојштат ан дер Валднаб. Према процјени из 2010. у граду је живјело 1.543 становника. Посједује регионалну шифру (AGS) 9374159.

## Географски и демографски подаци
Тенесберг се налази у савезној држави Баварска у округу Нојштат ан дер Валднаб. Град се налази на надморској висини од 585 метара. Површина општине износи 46,6 km². У самом граду је, према процјени из 2010. године, живјело 1.543 становника. Просјечна густина становништва износи 33 становника/km².